# アイ・ドント・ウォナ・クライ
- アイ・ドント・ウォナ・クライ
- アイ・ドント・ワナ・クライ

「アイ・ドント・ウォナ・クライ」 (I Don't Wanna Cry)は、マライア・キャリーの楽曲。1枚目のスタジオ・アルバム『マライア』から4枚目のシングルカットとしてリリースされた。

## 解説
Billboard Hot 100においてはジャクソン5以来となるデビューから4曲連続での首位記録を達成、女性アーティストおよびソロ・アーティストとしては初の快挙であった。2週に渡って首位をキープしチャートには19週留まった。
ミュージック・ビデオは2種類存在し、その内の一つは『ファースト・ヴィジョン』にしか収録されていない。

## 収録曲
3" シングル
1. アイ・ドント・ウォナ・クライ - 4:49
2. ユー・ニード・ミー - 3:51

## チャートと認定
| チャート                                                | 最高位 |
| ------------------------------------------------------- | ------ |
| オーストラリア (ARIA)                                   | 49     |
| カナダ シングル小売 (The Record)                        | 7      |
| カナダ コンテンポラリー・ヒット・ラジオ (The Record)    | 2      |
| カナダ ヒット・トラックス (RPM)                         | 2      |
| カナダ アダルト・コンテンポラリー (RPM)                 | 2      |
| ニュージーランド (RIANZ)                                | 13     |
| 全米 Billboard Hot 100 (Billboard)                      | 1      |
| 全米 ホット・アダルト・コンテンポラリー (Billboard)     | 1      |
| 全米 ホット R&Bシングルス (Billboard)                   | 2      |
| 全米 Top40 ラジオ・モニター (Billboard)                 | 4      |
| 全米 Top100 シングルス (Cash Box)                       | 1      |
| 全米 Top R&Bシングルス (Cash Box)                       | 4      |
| 全米 アダルト・コンテンポラリー (Gavin Report)          | 2      |
| 全米 Top40 (Gavin Report)                               | 1      |
| 全米 Top40/アーバン クロスオーヴァー (Gavin Report)     | 1      |
| 全米 アーバン・コンテンポラリー (Gavin Report)          | 3      |
| 全米 アダルト・コンテンポラリー (Radio & Records)       | 1      |
| 全米 コンテンポラリー・ヒット・ラジオ (Radio & Records) | 1      |
| 全米 アーバン・コンテンポラリー (Radio & Records)       | 1      |

| チャート                                                | 順位 |
| ------------------------------------------------------- | ---- |
| カナダ シングル小売 (The Record)                        | 58   |
| カナダ ヒット・トラックス (RPM)                         | 21   |
| カナダ アダルト・コンテンポラリー (RPM)                 | 15   |
| 全米 Billboard Hot 100 (Billboard)                      | 26   |
| 全米 アダルト・コンテンポラリー (Billboard)             | 10   |
| 全米 ホット R&Bシングルス (Billboard)                   | 72   |
| 全米 Top100 シングルス (Cash Box)                       | 14   |
| 全米 Top R&B シングルス (Cash Box)                      | 37   |
| 全米 アダルト・コンテンポラリー (Gavin Report)          | 15   |
| 全米 Top40 (Gavin Report)                               | 7    |
| 全米 アーバン・コンテンポラリー (Gavin Report)          | 33   |
| 全米 アダルト・コンテンポラリー (Radio & Records)       | 8    |
| 全米 コンテンポラリー・ヒット・ラジオ (Radio & Records) | 7    |
| 全米 アーバン (Radio & Records)                         | 31   |

| 地域        | 売上           |
| ----------- | -------------- |
| 全米 (RIAA) | 500,000 (Gold) |